# 안 도르발
안 도르발(Anne Dorval, 1960년 11월 8일 ~ )은 캐나다의 배우이다.

## 출연 작품
- Montréal vu par… (1992)
- 아이 킬드 마이 마더 (2009)
- 하트비트 (2010)
- Le sens de l'humour (2011)
- 로렌스 애니웨이  (2012)
- 특별한 사람 (2013, Quelqu'un d'extraordinaire)
- 마미 (2014)
- Miraculum (2014)
- 힐 더 리빙 (2016, Réparer les vivants)
- Jalouse (2017)
- 마티아스와 막심 (2019)
- 14 jours 12 nuits (2019)